# Campeonato Amazonense Segunda Divisão 2020
In 2020 werd het 25ste Campeonato Amazonense Segunda Divisão gespeeld voor voetbalclubs uit Braziliaanse staat Amazonas. De competitie werd georganiseerd door de FAF en werd gespeeld van 17 oktober tot 22 november. Clíper werd kampioen.
Atlético Amazonense en JC maakten hun profdebuut. Sul América, dat uit de hoogste klasse gedegradeerd was trok zich terug vanwege financiële problemen na de coronacrisis. 

## Eerste fase
| Plaats | Club                | Wed. | W | G | V | Saldo | Ptn. |
| ------ | ------------------- | ---- | - | - | - | ----- | ---- |
| 1.     | JC                  | 5    | 3 | 1 | 1 | 8:2   | 10   |
| 2.     | Clíper              | 5    | 2 | 2 | 1 | 8:7   | 8    |
| 3.     | Rio Negro           | 5    | 2 | 1 | 2 | 12:9  | 7    |
| 4.     | Tarumã(1)           | 5    | 3 | 2 | 0 | 9:4   | 5    |
| 5.     | CDC Nova Aripuanã   | 5    | 1 | 1 | 3 | 7:9   | 4    |
| 6.     | Atlético Amazonense | 5    | 0 | 1 | 4 | 2:15  | 1    |

(1): Tarumã kreeg zes strafpunten omdat ze een wedstrijd speelden zonder getest geweest te zijn op Covid-19.
|  | Geplaatst voor tweede fase |

## Tweede fase
In geval van gelijkspel worden strafschoppen genomen.
|  | Halve finale | Halve finale |       |  | Finale | Finale |  |
|  |              |              |       |  |        |        |  |
|  |              |              |       |  |        |        |  |
|  | JC           | 1            |       |  |        |        |  |
|  | Tarumã       | 0            |       |  |        |        |  |
|  |              |              |       |  |        |        |  |
|  |              |              |       |  |        |        |  |
|  |              |              |       |  | JC     | 0 (3)  |  |
|  |              | Clíper       | 0 (4) |  |        |        |  |
|  |              |              |       |  |        |        |  |
|  |              |              |       |  |        |        |  |
|  |              |              |       |  |        |        |  |
|  |              |              |       |  |        |        |  |
|  | Clíper       | 2            |       |  |        |        |  |
|  | Rio Negro    | 1            |       |  |        |        |  |

### Kampioen
| Campeonato Amazonense de Segunda Divisão de 2020 |
| Amazonas                                         |
| ------------------------------------------------ |
| CLÍPER Kampioen (1° titel)                       |